# Kamienica przy ulicy Nowowiejskiej 31A w Krakowie
Kamienica przy ulicy Nowowiejskiej 31A – zabytkowa kamienica znajdująca się w Krakowie, w dzielnicy V przy ulicy Nowowiejskiej, na Nowej Wsi.
Kamienica została wzniesiona w 1934 roku według projektu architekta Czesława Miętki. W 1939 roku budynek został nadbudowany zgodnie z projektem Reli Schmeidler.
Budynek znajduje się w gminnej ewidencji zabytków.